# Lukas
Lukas ist ein männlicher Vorname und Familienname.

## Herkunft und Bedeutung
Für die genaue Herleitung des Namens Lukas (altgriechisch Λουκᾶς Lukâs) existieren zwei verschiedene Thesen:
- Diminutiv von Lucius: „Licht“, „leuchtend“, „der am Tag(esanbruch) Geborene“[1][2]
- von Lucanus: „aus Lucanien stammend“[2][3]

## Verbreitung
In Deutschland zählt der Name seit über hundert Jahren zu den geläufigen Vornamen, die regelmäßig vergeben werden. Die Popularität des Vornamens stieg seit der Mitte der 1970er Jahre kontinuierlich an. In den 1990er und 2000er Jahren zählte der Name zu den beliebtesten Vornamen und belegte mehrfach Rang 1 der beliebtesten Jungennamen. Seit den 2010er Jahren wird der Name etwas seltener vergeben. Im Jahr 2021 belegte Lukas/Lucas Rang 16 der beliebtesten Jungennamen Deutschlands.
In Deutschland wird der Name überwiegend in der Schreibweise Lukas vergeben. Nur etwa 21 % der Jungen tragen die Variante Lucas. In den letzten 10 Jahren wurde der Name rund 28.800 Mal gewählt.
Der Name wird in Österreich seit 1984 jährlich vergeben. Von 1992 bis 2020 gehörte er durchgehend zu den Top-10 der Hitlisten. In diesem Zeitraum belegte er von 1996 bis 2010 dauerhaft die Spitzenposition. Von 1984 bis 2023 wurden circa 38.700 Jungen so genannt. Lukas kommt in der Schweiz seit 1930 fast jedes Jahr in der Namensgebung vor. Seit Anfang der 1970er Jahre liegt der Name durchgehend in den Top-100. Von Mitte der 1990er Jahre bis zur Jahrtausendwende befand er sich in den Top-10 der Hitlisten. Von 1930 bis 2023 wurde der Vorname etwa 16.600 Mal vergeben.
Der Name kommt in den Top-200 von Belgien seit 1995 alljährlich vor. Die beste Platzierung erzielte er im Jahr 2007 mit Rang 42. In Frankreich zählt Lukas seit den frühen 1980er Jahren zu den regelmäßig vergebenen Namen. In den 2000er Jahren war er kurzzeitig beliebt und befand sich in den Top-100, seitdem sinkt seine Popularität wieder. In den Niederlanden wird der Name seit 1930 jedes Jahr bei der Namenswahl berücksichtigt. Seit dem Jahr 2001 liegt er dauerhaft in den Top-200.
Die Schreibweise Lukáš liegt in Tschechien seit 1960 stets in den Top-200 und seit 1979 mit wenigen Ausnahmen in den Top-10. Auch in der Slowakei hat sich diese Schreibweise seit dem Jahr 2000 durchgehend in den Top-20 etabliert. Die beste Platzierung erzielte der Name im Jahr 2012 mit Rang 4. Der Name wird in Polen seit dem Jahr 2000 jährlich bei der Namensvergabe berücksichtigt, jedoch ist er nur mäßig populär. In Litauen hat der Name seit 1999 viele Jahre die Spitzenposition der Hitlisten belegt. Seit dem Jahr 2020 geht seine Popularität leicht zurück.
In Italien taucht der Name seit 1999 hin und wieder in den Top-200 auf. Der Name zählt in Kroatien seit 2017 dauerhaft zu den Top-30 der Hitlisten. Lukas befindet sich in Slowenien seit 2006 innerhalb der Top-100 in einem Aufwärtstrend. Im Jahr 2023 belegte er Rang 31.
Lukas gehört in den nordischen Ländern Dänemark, Norwegen und Schweden zu den beliebten Jungennamen, der seit der Jahrtausendwende gerne vergeben wird. In Schweden liegt er seit 1998 und in Norwegen seit 2005 dauerhaft in den Top-50 der Hitlisten. In Finnland taucht der Name seit 2019 immer wieder in den Top-50 auf.
Der Name liegt in England und Wales seit 1997 in den Top-500. Er ist aber nur mäßig beliebt. In Schottland kommt der Name seit Mitte der 1990er Jahre alljährlich in den Vornamenscharts vor. Ein ähnliches Bild zeigt sich in Nordirland, wobei die stetige Vergabe erst nach der Jahrtausendwende einsetzte. In Irland wird der Name seit 1964 jedes Jahr vergeben, jedoch ist er nur mäßig beliebt.
In den USA stieg seit 1978 seine Beliebtheit kontinuierlich bis Mitte der 2000er Jahre an. Seitdem befindet sich der Name in den Top-250. Von 1930 bis 2023 wurde der Name circa 41.600 Mal vergeben. Der Name befindet sich in Kanada seit 1980 regelmäßig in den Hitlisten und zählt seit den frühen 2000er Jahren zu den Top-200. Die Vergabe ist auch in Liechtenstein und Neuseeland nachgewiesen.

## Varianten
Da nicht gesichert ist, ob es sich bei Lukas um eine Variante von Lucius handelt, sind hier Abwandlungen dieses Namens nicht aufgeführt.
Für Varianten von Lucius: siehe Lucian bzw. Lucia
- Dänisch: Lucas
- Deutsch: Lukas, Lucas
- Englisch: Lucas, Luke
  - Irisch: Lúcás
  - Walisisch: Luc
- Finnisch: Luukas
- Französisch: Louka, Luc, Lucas
- Griechisch: Λουκάς Loukás
  - Altgriechisch: Λουκᾶς Loukâs
- Italienisch: Luca
  - Latein: Lucas
- Kroatisch: Luka
- Niederländisch: Lucas, Loek, Lukas, Luuk
- Polnisch: Łukasz
- Portugiesisch: Lucas
- Russisch: Лука Luka
- Slowakisch: Lukáš
- Spanisch: Lucas
  - Katalanisch: Lluc
  - Lateinamerika: Lucero
- Tschechisch: Lukáš
- Ungarisch: Lukács

## Namenstage
- 7. Februar: nach Lukas von Griechenland
- 17. Februar: nach Lukas von Padua
- 18. Oktober: nach Lukas (Evangelist)
- griechisch-orthodox: 11. Dezember: nach Lukas Stylites

## Namensträger
- Lukas (Evangelist), Verfassername des Lukas-Evangeliums und der Apostelgeschichte des Lukas
- Lukas Stylites (879–979), phrygischer Heiliger
- Lukas von Padua (1200–1285), Franziskaner

### Vorname

#### A
- Lukas Ammann (1912–2017), Schweizer Schauspieler
- Lukas Aurednik (1918–1997), österreichischer Fußballspieler

#### B
- Lukas Bangerter (* 1971), Schweizer Regisseur
- Lukas Bärfuss (* 1971), Schweizer Autor
- Lukas Beck (* 1967), österreichischer Fotograf
- Lukas Beckmann (* 1950), deutscher Politiker (Bündnis 90/Die Grünen)
- Lukas Benen (* 1993), deutscher Fußballschiedsrichter
- Lukas Berglund (* 1992), schwedischer Pokerspieler
- Lukas Blohme (* 1994), deutscher Handballspieler
- Lukas Boeder (* 1997), deutscher Fußballspieler
- Lukas von Bostel (1649–1716), deutscher Dichter, Jurist und Politiker, Bürgermeister von Hamburg
- Lukas von Breda (1676–1752), schwedischer Maler
- Lukas Burckhardt (1924–2018), Schweizer Rechtsanwalt, Musiker und Politiker (LDP/LPS)

#### C
- Lukas Clemens (* 1961), deutscher Historiker

#### D
- Lukas David (1934–2021), österreichischer Violinist
- Lukas Duwenhögger (* 1956), deutscher Künstler

#### E
- Lukas Enembe (1967–2023), indonesischer Politiker (PD)
- Lukas Engelberger (* 1975), Schweizer Politiker
- Lukas Engesser (1820–1880), deutscher Architekt
- Lukas Essl (1965–2019), österreichischer Politiker (FPÖ), Landtagsabgeordneter in Salzburg

#### F
- Lukas Flückiger (* 1984), Schweizer Cyclocross- und Mountainbikefahrer
- Lukas Flüeler (* 1988), Schweizer Eishockeytorhüter
- Lukas Forchhammer (* 1988), dänischer Sänger und Songwriter
- Lukas Foss (1922–2009), US-amerikanischer Komponist und Dirigent
- Lukas Fröde (* 1995), deutscher Fußballspieler
- Lukas Fugger (1439–1499), deutscher Unternehmer

#### G
- Lukas Gabriel (* 1991), österreichischer Fußballspieler
- Lukas Gage (* 1995), US-amerikanischer Schauspieler
- Lukas Grauwiler (* 1984), Schweizer Eishockeyspieler
- Lukas Grünenwald (1858–1937), deutscher Lehrer und Heimatforscher
- Lukas Gschwend (* 1967), Schweizer Rechtswissenschaftler

#### H
- Lukas Haas (* 1976), US-amerikanischer Schauspieler
- Lukas Hagen (* 1962), österreichischer Violinist und Hochschullehrer
- Lukas Hammerstein (* 1958), deutscher Jurist und Schriftsteller
- Lukas Hartmann (* 1944), Schweizer Schriftsteller
- Lukas Heinser (* 1983), deutscher Blogger und Journalist
- Lukas Hofer (* 1989), italienischer Biathlet
- Lukas Holliger (* 1971), Schweizer Autor, Schriftsteller, Dramaturg und Redakteur
- Lukas Holste (1596–1661), deutscher Gelehrter, Bibliothekar und Geograph
- Lukas Huber (Mediziner) (* 1961), österreichischer Arzt und Zellbiologe
- Lukas Huber (Politiker, 1978) (* 1978), Schweizer Politiker
- Lukas Huber (Sportkegler) (* 1987), österreichischer Sportkegler

#### J
- Lukas Jäger (1811–1874), deutscher Arzt, Verleger, Publizist und Politiker
- Lukas Jenni (* 1955), Schweizer Ornithologe
- Lukas Jüliger (* 1988), deutscher Comicautor
- Lukas Jutkiewicz (* 1989), polnischer Fußballspieler

#### K
- Lukas Kampa (* 1986), deutscher Volleyballspieler
- Lukas Karlsson (* 1982), schwedischer Handballspieler
- Lukas Kern (1681–1749), deutscher Schiffsmeister, Wirt und Wohltäter
- Lukas Kircher (* 1971), deutsch-österreichischer Mediendesigner
- Lukas Kirner (1794–1851), deutscher Maler
- Lukas Klapfer (* 1985), österreichischer Nordischer Kombinierer
- Lukas Kleckers (* 1996), deutscher Snookerspieler
- Lukas Klostermann (* 1996), deutscher Fußballspieler
- Lukas Knapp (* 1997), österreichischer Sportkletterer
- Lukas Koch (* 1980), deutscher Fernsehmoderator
- Lukas Kragl (* 1990), österreichischer Fußballspieler
- Lukas Kramer (1941–2025), deutscher Maler
- Lukas Krieger (* 1987), deutscher Politiker, Mitglied des Bundestages
- Lukas Kruse (* 1983), deutscher Fußballtorhüter
- Lukas Kübler (* 1992), deutscher Fußballspieler

#### L
- Lukas Lamprecht (1869–1941), österreichischer Mundartschriftsteller und Komponist
- Lukas Lang (Eishockeyspieler) (* 1986), deutscher Eishockeytorwart
- Lukas Mähr (* 1990), österreichischer Segler
- Lukas Matthias Lang (* 1927), österreichischer Architekt
- Lukas Langhoff (* 1964), deutscher Theaterregisseur
- Lukas Lechner (* 1988), deutscher Fußballspieler
- Lukas Ligeti (* 1965), österreichischer Komponist und Jazzmusiker
- Lukas Lindenmaier (1946–2014), Schweizer Schlagzeuger
- Lukas Loules (* 1972), deutscher Komponist, Texter, Musikproduzent und Sänger

#### M
- Lukas Mandl (* 1979), österreichischer Politiker (ÖVP)
- Lukas Menkhoff (* 1958), deutscher Hochschullehrer
- Lukas Meschik (* 1988),  österreichischer Schriftsteller
- Lukas Meyer (* 1964), deutscher Philosoph
- Lukas Miko (* 1971), österreichischer Schauspieler
- Lukas Moodysson (* 1969), schwedischer Schriftsteller und Regisseur
- Lukas Moser (1390–1434), deutscher Maler
- Lukas Mössner (* 1984), österreichischer Fußballspieler
- Lukas Mühl (* 1997), deutscher Fußballspieler
- Lukas Müller (Ruderer) (* 1987), deutscher Ruderer
- Lukas Müller (Skispringer) (* 1992), österreichischer Skispringer

#### N
- Lukas Neunteufel (* 1989), österreichischer Fußballspieler
- Lukas Nottbeck (* 1988), deutscher Fußballspieler

#### P
- Lukas Perman (* 1980), österreichischer Musicaldarsteller, Sänger und Schauspieler
- Lukáš Pešek (* 1985), tschechischer Motorradrennfahrer
- Lukas Podolski (* 1985), deutscher Fußballspieler

#### R
- Lukas Rath (* 1992), österreichischer Fußballspieler
- Lukas Reimann (* 1982), Schweizer Politiker
- Lukas Resch (* 2000), deutscher Badmintonspieler
- Lukas Resetarits (* 1947), österreichischer Kabarettist und Schauspieler
- Lukas Richter (1923–2000), deutscher Musikwissenschaftler
- Lukas Ridgeston (* 1974), slowakischer Pornodarsteller
- Lukas Rieger (* 1999), deutscher Sänger
- Lukas Rodriguez (* 2003), US-amerikanischer Schauspieler, siehe James und Lukas Rodriguez
- Lukas Roth (* 1965), deutscher Fotograf
- Lukas Ruegenberg (* 1928), deutscher Benediktinermönch, Sozialarbeiter und Illustrator
- Lukas Runggaldier (* 1987), italienischer Nordischer Kombinierer
- Lukas Rupp (* 1991), deutscher Fußballspieler

#### S
- Lukas Salvisberg (* 1987), Schweizer Triathlet
- Lukas Savickas (* 1990), litauischer Politiker
- Lukas Scepanik (* 1994), deutscher Fußballspieler
- Lukas Schaa (1926–2018), deutscher Politiker (CDU)
- Lukas Scheltz (1420–1476), deutscher Arzt
- Lukas Schenkel (* 1984), Schweizer Fußballspieler
- Lukas Schmid (* 1981), deutscher Sänger (Bass)
- Lukas Schmitz (* 1988), deutscher Fußballspieler
- Lukas Schröck (1646–1730), deutscher Mediziner und Naturforscher
- Lukas Schust (* 1997), deutscher Schauspieler
- Lukáš Šembera (* 1992), tschechischer Motorradrennfahrer
- Lukas Siebenkotten (* 1957), deutscher Jurist und Verbandsfunktionät
- Lukas Sinkiewicz (* 1985), polnisch-deutscher Fußballspieler
- Lukas Spalvis (* 1994), litauischer Fußballspieler
- Lukas Stadler (* 1990), österreichischer Fußballspieler
- Lukas Stepanik (* 1950), österreichischer Regisseur und Produzent
- Lukas Stoop (* 1990), Schweizer Eishockeyspieler
- Lukas Strobel (* 1989), deutscher Rapper, Sänger, DJ und Produzent, siehe Alligatoah
- Lukas B. Suter (* 1957), Schweizer Dramatiker, Hörspielautor und Theaterregisseur

#### T
- Lukas Tauber (* 1990), italienischer Eishockeyspieler
- Lukas Thommen (* 1958), Schweizer Althistoriker
- Lukas Thürauer (* 1987), österreichischer Fußballspieler
- Lukas Tulovic (* 2000), deutscher Motorradrennfahrer

#### V
- Lukas Vischer (1780–1840), Schweizer Geschäftsmann, Künstler und Sammler
- Lukas Vischer (1926–2008), Schweizer Theologe

#### W
- Lukas Watzenrode der Ältere (1400–1462), preußischer Handelsmann, Großvater von Nikolaus Kopernikus
- Lukas Weichenrieder (* 1944), deutscher Benediktiner
- Lukas Wilaschek (* 1981), deutsch-polnischer Boxer

### Zwischenname
- Johann Lukas Boër (1751–1835), deutscher Arzt und Geburtshelfer
- Hans Lukas von Cranach (1855–1929), deutscher Offizier und Burghauptmann der Wartburg
- David Lukas Kühl (1752–1837), Bürgermeister von Stralsund
- Johann Lukas Legrand (1755–1836), Schweizer Politiker zur Zeit der Helvetik
- Michael Lukas Moeller (1937–2002), deutscher Psychoanalytiker
- Jakob Lukas Schabelitz (1827–1899), Schweizer Verleger
- Johann Lukas Schönlein (1793–1864), deutscher Arzt
- Johann Lukas Schubaur (1749–1815), deutscher Arzt und Komponist
- Gerd Lukas Storzer (* 1972), deutscher Schauspieler
- Gottlieb Lukas Friedrich Tafel (1787–1860), deutscher klassischer Philologe, Pionier der Byzantinistik

### Doppelname
- Peter-Lukas Graf (* 1929), Schweizer Flötist

### Familienname
- Aca Lukas (* 1968), serbischer Sänger und Interpret
- Adam Lukas (* 1991), österreichischer Filmkomponist
- Ade Lukas (* 1975), indonesischer Badmintonspieler
- Andreas Lukas (* 1984), deutscher Jurist und Politiker (Bündnis 90/Die Grünen)
- Bernd Lukas († 2007), deutscher Handballspieler
- Christian Lukas (* 1970), deutscher Filmkritiker und Sachbuchautor
- Clint Lukas (* 1985), deutscher Schriftsteller und Regisseur
- Eduard Lukas (1890–1953), österreichischer Wirtschaftswissenschaftler
- Elisabeth Lukas (* 1942), österreichische Psychotherapeutin und klinische Psychologin
- Erich Lukas (* 1964), österreichischer Koch
- Erich Lehmann-Lukas (1887–1942), deutscher Kunsthistoriker, Autor und Kommunist, in Auschwitz ermordet
- Fenja Lukas, deutsche Opernsängerin (Sopran)
- Florian Lukas (* 1973), deutscher Schauspieler
- Frank Lukas (Moderator) (* 1969), deutscher Fernsehmoderator und -produzent
- Frank Lukas (Musiker) (* 1980), deutscher Sänger, Texter und Komponist
- Franz Karl Lukas (1907–1985), österreichischer Maler und Bildhauer
- Gerhard Lukas (1914–1998), deutscher Historiker und Sportwissenschaftler
- Grit Lukas (* 1985), deutsche Theaterregisseurin
- Gustav Lukas (1857–1926), österreichischer Turnpädagoge
- Hans Lukas (1935–2017), deutscher Politiker (CSU)
- Heinz Lukas-Kindermann (* 1939), deutscher Regisseur und Intendant
- Johannes Lukas (Afrikanist) (1901–1980), deutscher Afrikanist
- Johannes Lukas (* 1993), deutscher Biathlontrainer
- John Lukas, US-amerikanischer Pokerspieler
- Josef Lukas (Pädagoge) (1835–1917), österreichischer Pädagoge
- Josef Lukas (Rechtswissenschaftler) (1875–1929), österreichischer Rechtswissenschaftler und Hochschullehrer
- Joseph Lukas (1834–1878), katholischer Geistlicher und Abgeordneter im bayerischen Landtag und im Zollparlament
- Julius Lukas (1875–1959), österreichischer Politiker (SdP), Mitglied des Bundesrates
- Justin Lukas (* 2006), deutscher Fußballspieler
- Karl von Lukas (1860–1932), kommandierender General der Infanterie
- Karl Hermann Lukas (* 1920), deutscher Gynäkologe
- Klaus Lukas (* 1938), österreichischer Jurist, Autor und Politiker (FPÖ), MdEP
- Leo Lukas (* 1959), österreichischer Kabarettist, Regisseur und Schriftsteller
- Leo Lukas (Politiker) (1908–1979), österreichischer Politiker (SPÖ)
- Liina Lukas (* 1970), estnische Germanistin und Literaturwissenschaftlerin
- Manfred Lukas-Luderer (* 1951), österreichischer Theater- und Filmschauspieler
- Meinhard Lukas (* 1970), österreichischer Jurist und Universitätsprofessor
- Michael Lukas (Politiker) (1877–1955), deutscher Politiker (BVP)
- Michael Lukas (Künstler) (* 1959), deutscher Künstler
- Michael Lukas (Bobfahrer), Schweizer Bobfahrer
- Oliver Lukas (* 1970), deutscher Schlagersänger, Songwriter und Vocalcoach
- Otto Lukas (1881–1956), deutscher Lehrer, Dichter und Schriftsteller
- Paul Lukas (1894–1971), ungarisch-amerikanischer Schauspieler
- Paul Lukas (Musiker) (* 1956), deutscher Musiker, Autor und Übersetzer
- Philipp Lukas (* 1979), österreichischer Eishockeyspieler
- Richard C. Lukas (* 1937), amerikanischer Historiker und Autor
- Robert Lukas (* 1978), österreichischer Eishockeyspieler
- Robert Lukas (Rennfahrer) (* 1988), polnischer Automobilrennfahrer
- Steffen Lukas (* 1969), deutscher Radiomoderator
- Tena Lukas (* 1995), kroatische Tennisspielerin
- Timur Lukas (* 1986), deutscher Künstler
- Tõnis Lukas (* 1962), estnischer Politiker
- Viktor Lukas (* 1931), deutscher Organist und Hochschullehrer
- Vincent Lukas, niederländischer Bildhauer des 16. Jahrhunderts
- Wolf-Dieter Lukas (* 1957), deutscher Physiker
- Wolfgang Lukas (* 1959), deutscher Literaturwissenschaftler

### Fiktion
- Lukas aus der gleichnamigen ZDF-Fernsehserie mit Dirk Bach
- Lukas der Lokomotivführer aus dem Kinderbuch des deutschen Schriftstellers Michael Ende aus dem Jahr 1960